# Philipp Friedel
Philipp Friedel (* 29. Mai 1987 in Freiburg im Breisgau) ist ein ehemaliger deutscher Basketballspieler auf der Position des Aufbauspielers. Der 1,85 Meter große Friedel spielte für Tübingen und Braunschweig in der Basketball-Bundesliga sowie für mehrere Zweitligavereine.

## Laufbahn
Friedel kam in seiner Heimatstadt Freiburg im Breisgau im Alter von elf Jahren zum Basketball. Nach ersten Einsätzen für den USC Freiburg in der 2. Basketball-Bundesliga schloss er sich 2006 den Walter Tigers Tübingen an, schaffte somit den Sprung in die Basketball-Bundesliga. Zum Spieljahr 2007/08 ging in die zweite Liga zurück und trug das Hemd der Spielgemeinschaft Ehingen/Urspring.
Im Sommer 2008 ging’s wiederum ins „Oberhaus“, Friedel wurde von den Phantoms Braunschweig unter Vertrag genommen. Bis 2010 blieb er bei den Niedersachsen, erhielt Kurzeinsätze in der Bundesliga und war Leistungsträger der Braunschweiger Fördermannschaft in der 2. Bundesliga ProB. Im Anschluss an die Saison 2009/10 wurde er vom Internetdienst eurobasket.com als derjenige Akteur der ProB ausgezeichnet, der im Laufe des Jahres die beste Entwicklung hingelegt und seine Leistungen am meisten verbessert hat.
Im Spieljahr 2010/11 stand er für die GiroLive-Ballers Osnabrück in der 2. Bundesliga ProA auf dem Feld, 2011/12 gehörte er zur Mannschaft der Giants Düsseldorf (ebenso ProA), gefolgt von zwei Jahren (2012 bis 2014) bei den Crailsheim Merlins, mit denen er 2014 die Endspielserie der ProA erreichte. Dort musste sich Friedel mit den Crailsheimern der BG Göttingen geschlagen geben. Durch den Einzug ins Finale war beiden Mannschaften bereits der Bundesliga-Aufstieg sicher.
Den Abschluss seiner Leistungssportkarriere bildete die Spielrunde 2014/15, während derer er beim SC Rasta Vechta in der 2. Bundesliga ProA unter Vertrag stand.